# Mario Basiola
Mario Basiola (Annicco, Llombardia, 1892 - Annicco, 1965) fou un baríton italià.
Després d'estudiar a l'Accademia di Santa Cecilia amb Antonio Cotogni, va debutar el 1918 a Roma, amb La Traviata. La seva carrera internacional va començar el 1923, gràcies a l'èxit obtingut en les places més importants del món interpretant obres com Rigoletto, Aida, Il Trovatore, Falstaff, Tosca, Cavalleria rusticana i Pagliacci.
Va cantar a La Scala de Milà i diverses vegades al Liceu des de l'any 1935.
A Itàlia, es va destacar per la recuperació d'obres oblidades gairebé com Il pirata i La straniera de Bellini o Il figliuol prodigo de Ponchielli.
El 1952 va obrir una escola de cant a Milà. El seu fill, també anomenat Mario, va ser en si un baríton popular.